# Église du Cœur-Immaculé-de-Marie de Paris
Pour les articles homonymes, voir église du Cœur-Immaculé-de-Marie.
L'église du Cœur-Immaculé-de-Marie, siège de la Mission catholique espagnole, est une église située 51 bis - 53, rue de la Pompe dans le 16e arrondissement de Paris.
Ce site est desservi par la station de métro Rue de la Pompe sur la ligne 9 du métro de Paris.

## Histoire
L'église est construite en 1898. Il s'agit à l'origine d'une chapelle relevant des Carmes déchaux, ordre expulsé de France en 1901,. En 1914, elle passe à la communauté espagnole du 16e arrondissement, se consacrant au service des immigrés issus de ce pays. La première messe comme église espagnole y a lieu le 15 octobre de la même année, le jour de la fête liturgique de sainte Thérèse d'Avila.
Elle est gérée par la congrégation des Fils du Cœur Immaculé de Marie, dits missionnaires clarétains. Ceux-ci sont arrivés à Paris en 1913. Ils s'installent successivement chez les Pères Lazaristes, puis rue Mesnil dans un local de la paroisse Saint-Honoré-d'Eylau, puis rue de la Pompe.
En 1921, l'État espagnol devient propriétaire des bâtiments comprenant l'église et la Mission catholique espagnole, « qui constituent pour les immigrés un point d'ancrage important » notent les historiennes Andrée Bachoud et Geneviève Dreyfus-Armand. Les messes y sont très suivies et la Mission s'investit pour trouver un travail aux nouveaux venus et dans l'organisation de leurs loisirs. Plusieurs décennies plus tard, il s'agit toujours de lieux de sociabilité pour la communauté espagnole, notamment matrimoniaux. Dans le quartier, un foyer de religieuses installé rue Saint-Didier s'occupe plus particulièrement des jeunes femmes,.

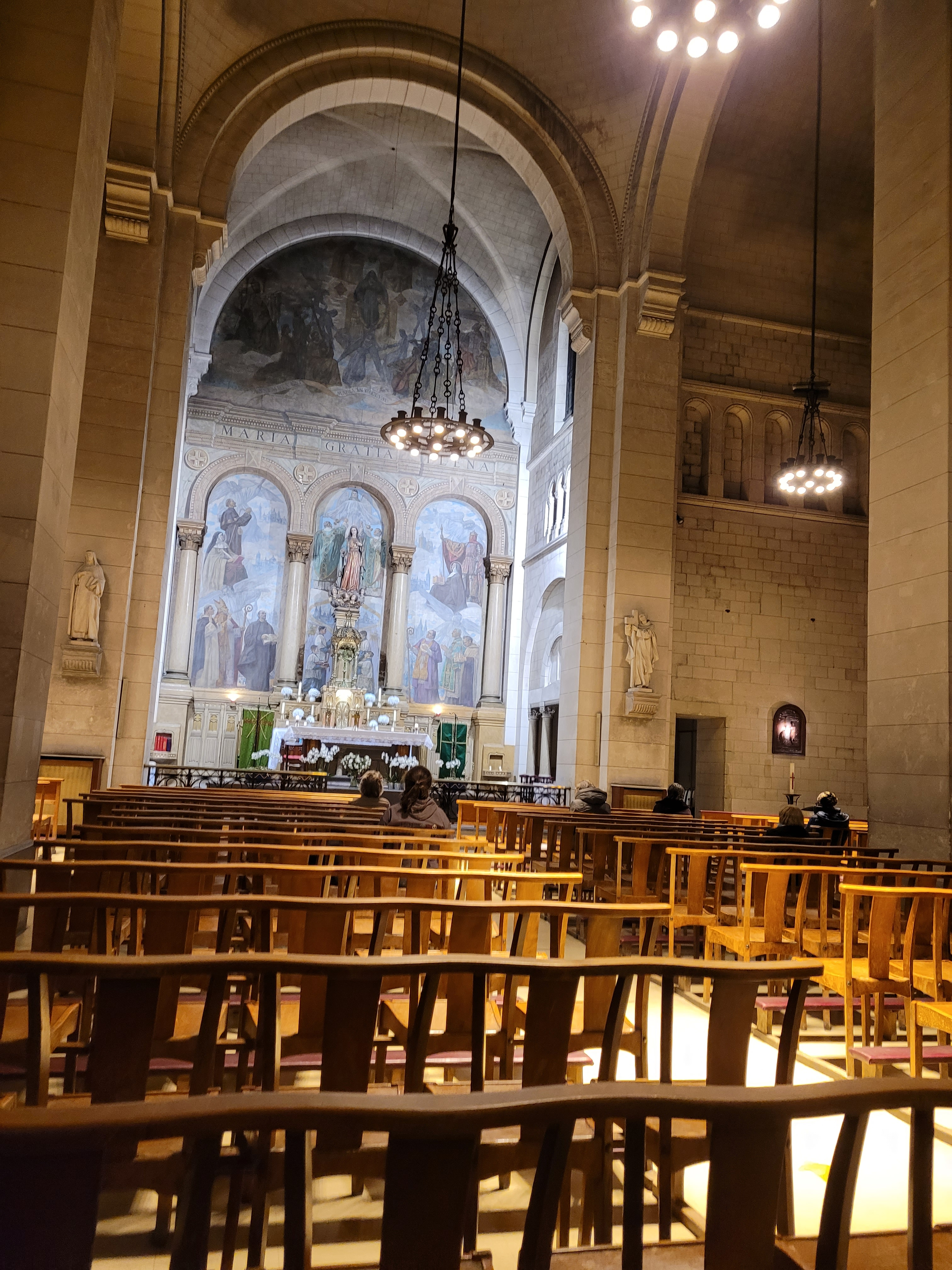
La nef en direction du chœur.

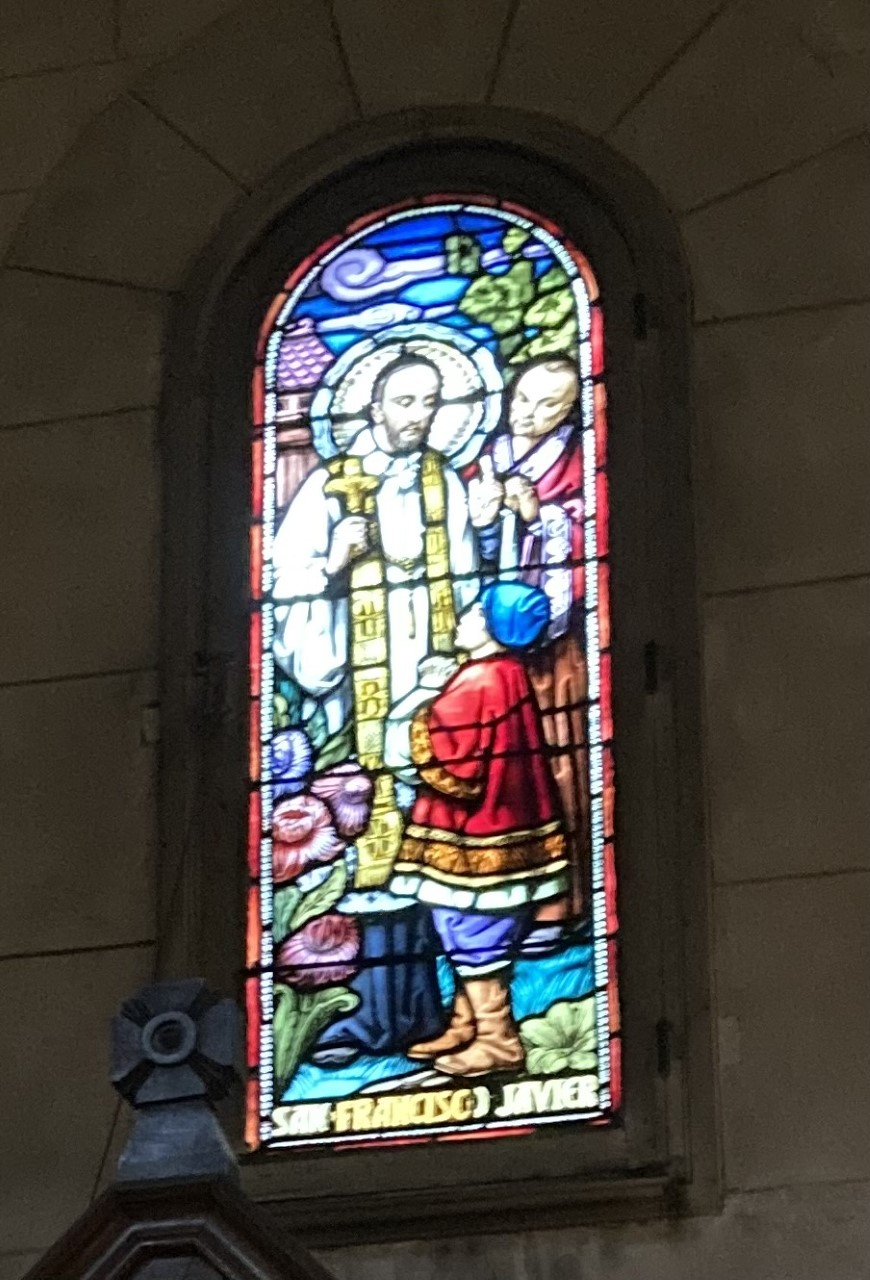
Vitrail figurant saint François Xavier.

Les Clarétains ne sont pas la première institution religieuse à se consacrer aux immigrés espagnols, nombreux en France depuis la fin du XIXe siècle, mais ils s'en occupent sans discontinuer depuis leurs débuts dans cette église. En 1916, celle-ci enregistre 41 baptêmes et 692 en 1968. Le travail des missionnaires clarétains se manifeste dans le quartier, dans cette église mais aussi en lien avec les paroisses Notre-Dame de Grâce de Passv et Saint-Honoré-d'Eylau voisines. Le 16e arrondissement compte en effet une forte communauté espagnole, dont les femmes sont souvent employées comme domestiques dans les années 1960. Le travail des Clarétains s'étend aussi à d'autres quartiers de Paris (Les Halles, Montmartre) et aux villes de banlieue où se trouvent des populations originaires d'Espagne, notamment sur le territoire de l'actuelle Seine-Saint-Denis,.
L'écrivain Julien Green, qui réside au début du XXe siècle dans la rue Cortambert voisine, a décrit l'atmosphère de cette église dans son journal.
Sous l'Occupation, quatre prêtres clarétins délivrent de faux certificats de baptême à des Juifs, permettant de sauver 155 personnes. Les archives de la Mission catholique espagnoles en conservent encore de nos jours,.
L'église abrite la sépulture du prince Louis-Ferdinand d'Orléans, infant d'Espagne, mort en 1945.
À partir des années 1950, la Mission catholique espagnole dépasse son cadre simplement ibérique pour s'adresser à tous les fidèles hispanophones, notamment venus d'Amérique latine. Elle a également toujours été accessible aux locuteurs français, certains services ayant lieu dans cette langue, bien que l'église ne réalise pas de sacrements paroissiaux.
En 1969, alors que les rapports sont tendus avec l'ambassade d'Espagne, une école ouvre rue de la Pompe, proposant des cours complémentaires d'espagnol pour les élèves déjà scolarisés dans des établissements français. Cet établissement est de nos jours une école primaire qui porte le nom de l'écrivain Federico García Lorca ; il est installé dans le pavillon nord de l'église.

## Description
De style néo-roman, l'église présente un plan en croix latine dirigé vers l'ouest, avec « un transept saillant et une abside plate ».
Son clocher est carré. La façade sur rue est ainsi décrite par le site Patrimoine religieux : « portail cintré orné de moulures surmonté d'une rangée d'arcades géminées aveugles et d'un mur pignon percé d'une vaste baie cintrée ».
Les murs de la nef et du transept sont décorés de peintures consacrées à la Vierge Marie, réalisées par Lucien Jonas en 1944. Celles du chœur figurent l'Immaculée Conception. Une statue de la Vierge orne le chœur et une statue d'Antoine-Marie Claret, fondateur des Clarétins, est installée dans le transept. D'autres peintures et statues représentent des saints espagnols. Les vitraux historiés, aussi consacrés à Marie et aux saints espagnols, sont l'œuvre de Mauméjean. Un autel est dédié au Sacré-Cœur de Jésus, un autre à saint François Xavier.
L'église compte un orgue installé en tribune,.

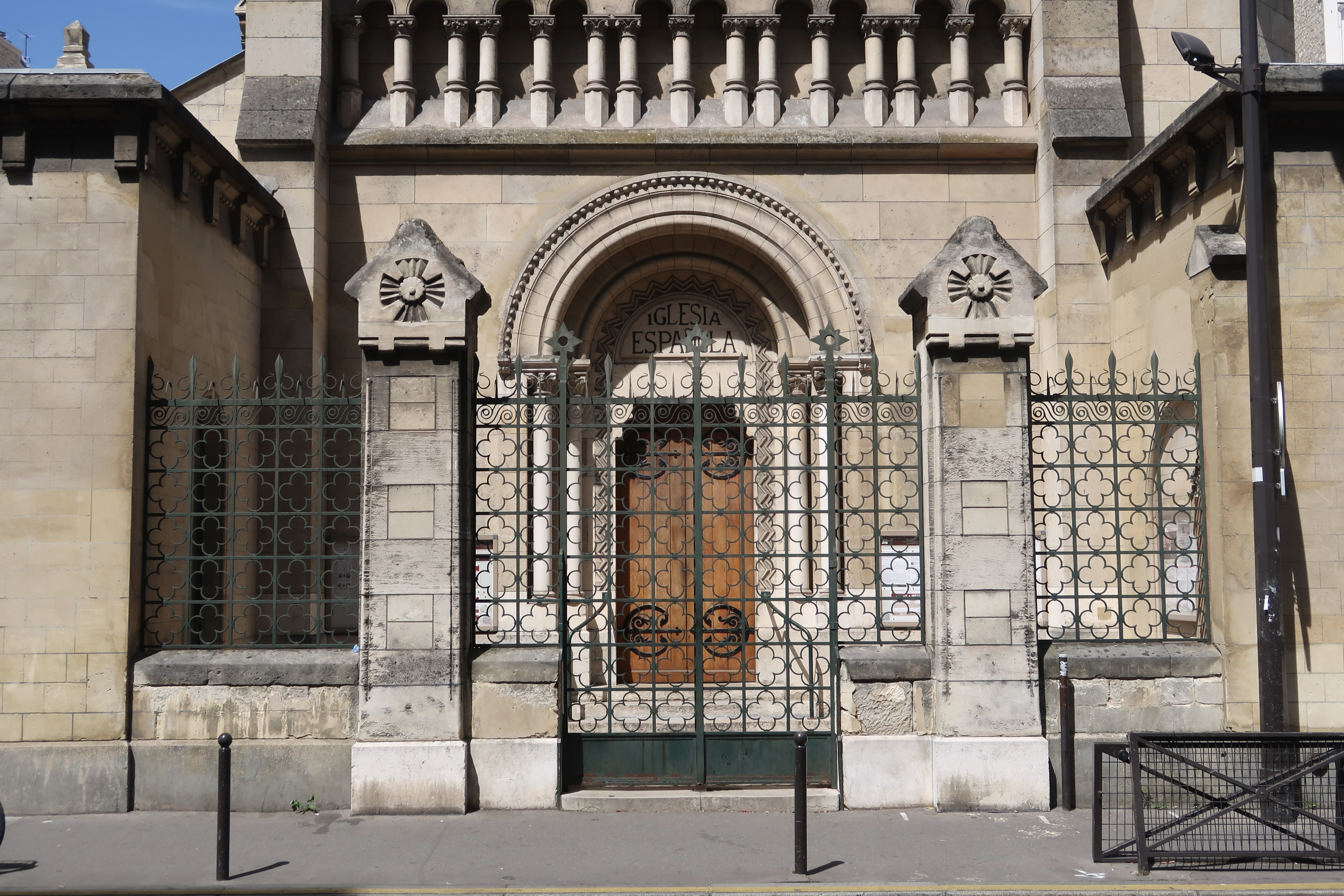
Entrée.
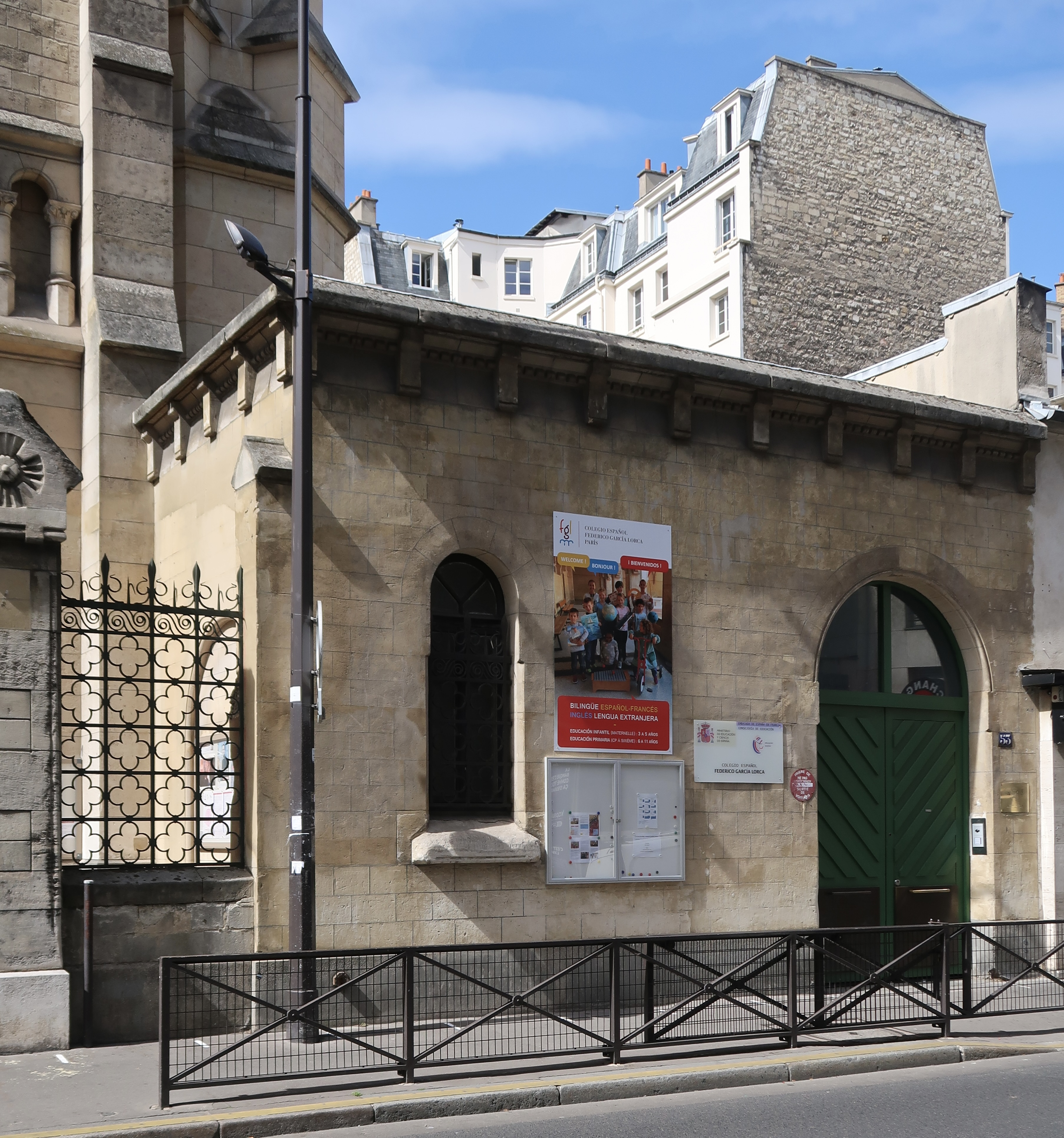
L'école primaire, aile droite.
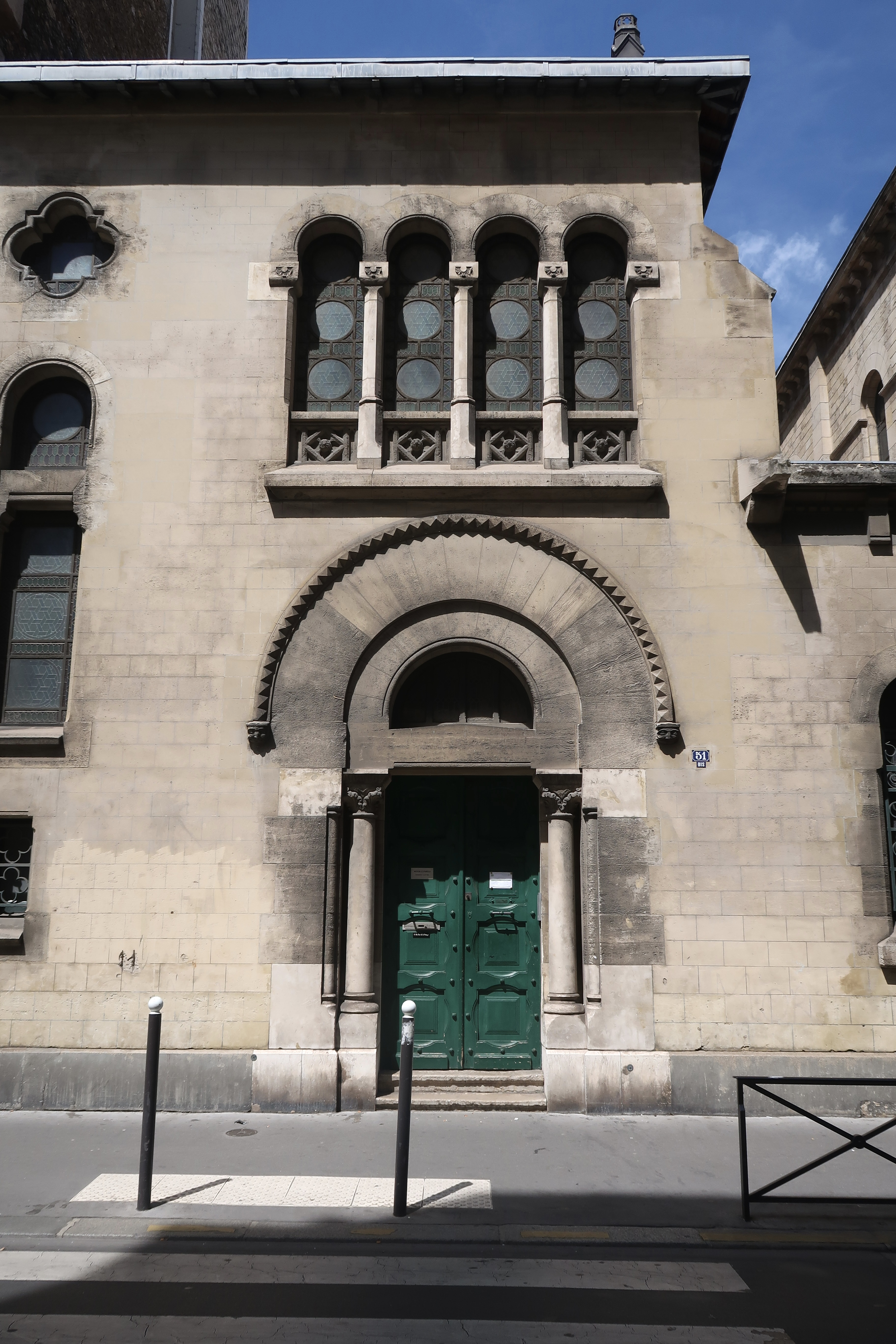
Aile gauche.
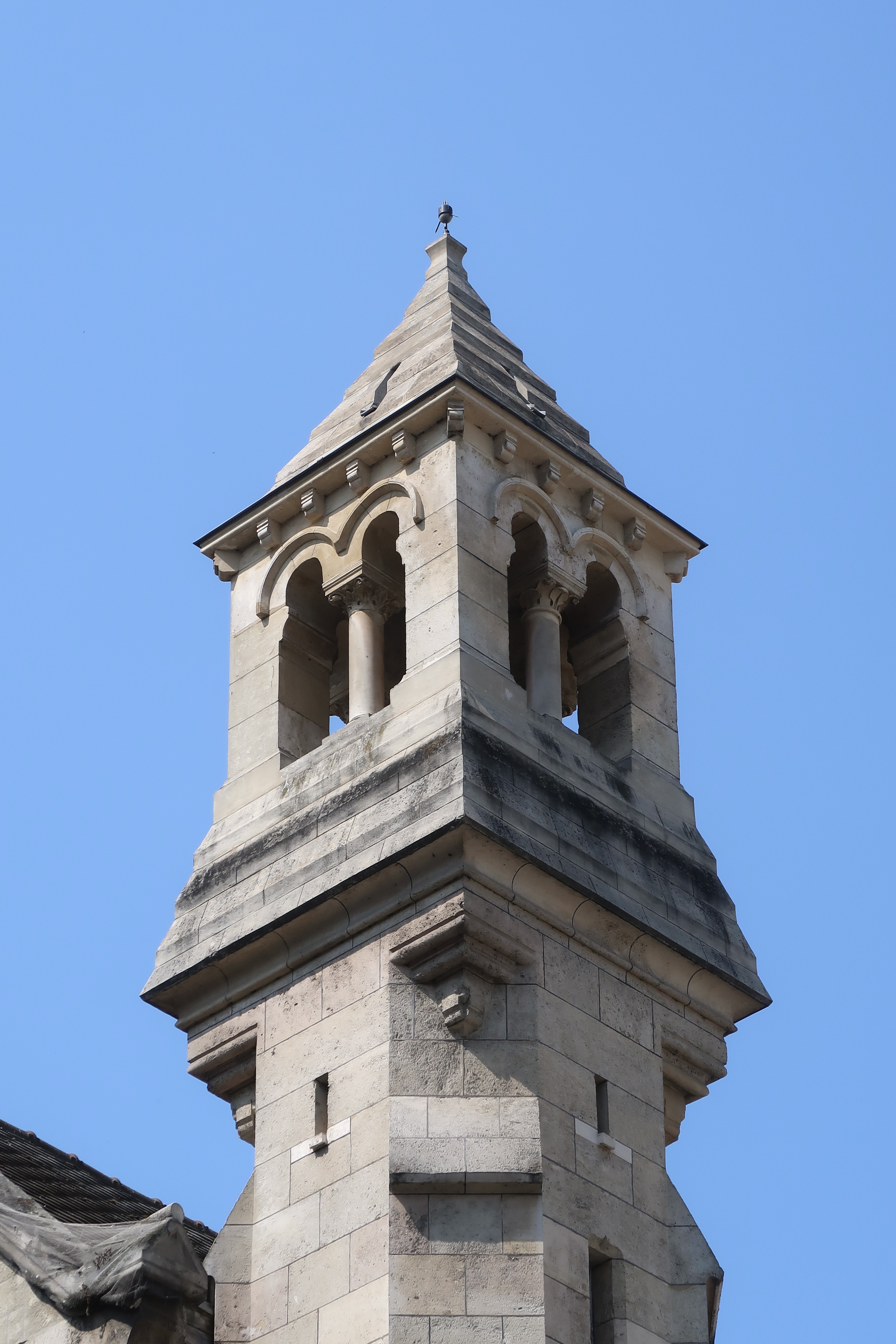
Clocher.

## Dans la fiction
- François-Marie Banier, Les Femmes du métro Pompe, Gallimard, 2006.

#### Église
- Georges Brunel, Marie-Laure Deschamps-Bourgeon et Yves Gagneux, Dictionnaire des églises de Paris, Paris, éd. Hervas, 1995, rééd. 2000.
- Hubert Demory, « L'église espagnole de la rue de la Pompe », Bulletin de la Société historique d’Auteuil et de Passy n° 163, tome XXI, 2018.

#### Communauté espagnole
- Andrée Bachoud et Geneviève Dreyfus-Armand, « Des Espagnols aussi divers que nombreux, Paris 1945-1975 », in Antoine Marès et Pierre Milza : Le Paris des étrangers depuis 1945, Paris, éditions de la Sorbonne, 1995, p. 55-76.
- Isabelle Taboada-Leonetti, en collaboration avec Michelle Guillon, Les immigrés des beaux quartiers. La communauté espagnole dans le XVIe, Paris, CIEMI-L'Harmattan, 1987 (présentation).
- Bruno Tur, « Vie de couple et stratégies professionnelles des Espagnoles à Paris », Hommes et Migrations, n°1262, juillet-août 2006, p. 31-38.